# Andrenosoma igneum
Andrenosoma igneum är en tvåvingeart som beskrevs av Stanley Willard Bromley 1929. Andrenosoma igneum ingår i släktet Andrenosoma och familjen rovflugor. Inga underarter finns listade i Catalogue of Life.